# Green Light (bài hát của Lorde)
"Green Light" là một bài hát của nghệ sĩ thu âm người New Zealand Lorde nằm trong album phòng thu thứ hai của cô, Melodrama (2017). Nó được phát hành vào ngày 2 tháng 3 năm 2017 như là đĩa đơn đầu tiên trích từ album bởi Universal New Zealand. Bài hát được đồng viết lời và sản xuất bởi Lorde và Jack Antonoff, với sự tham gia hỗ trợ viết lời từ cộng tác viên quen thuộc của cô trong album phòng thu trước là Joel Little, cũng như sự hỗ trợ sản xuất từ Frank Dukes và Kuk Harrell. "Green Light" được mô tả là một bản electropop kết hợp với dance-pop lẫn post-disco bên cạnh những âm thanh vòng lặp của piano, vỗ tay, bass và đàn dây. Nội dung lời bài hát đề cập đến việc Lorde sử dụng một "ánh sáng xanh" như là phép ẩn dụ cho một tín hiệu đường phố để cô bước đến tương lai.
Sau khi phát hành, "Green Light" nhận được nhiều lời tán dương từ các nhà phê bình âm nhạc bởi phong cách âm nhạc cũng như chất giọng của Lorde truyền tải trong bài hát. Ngoài ra, nó cũng lọt vào danh sách những bản nhạc xuất sắc nhất năm bởi nhiều tổ chức và ấn phẩm âm nhạc, trong đó NME và The Guardian xếp hạng bài hát ở vị trí số một. "Green Light" cũng gặt hái nhiều thành công đáng kể trên toàn cầu, đứng đầu bảng xếp hạng ở New Zealand và lọt vào top 10 ở một số thị trường lớn như Úc và Canada, cũng như lọt vào top 40 ở nhiều quốc gia khác. Tại Hoa Kỳ, bài hát đạt vị trí thứ 19 trên bảng xếp hạng Billboard Hot 100, trở thành đĩa đơn thứ ba của Lorde lọt vào top 20 tại đây. Nó cũng được chứng nhận đĩa Bạch kim từ Hiệp hội Công nghiệp ghi âm Mỹ (RIAA), công nhận một triệu bản đã được tiêu thụ.
Video ca nhạc cho "Green Light" được đạo diễn bởi Grant Singer, trong đó bao gồm những cảnh Lorde rời khỏi một hộp đêm và đi bộ trên đường phố Los Angeles khi đang cố gắng bình tĩnh sau một cuộc chia tay. Những hình ảnh từ video đã thu hút sự chú ý của nhiều nhà phê bình âm nhạc, những người khen ngợi hướng đi nghệ thuật mới của nữ ca sĩ, và nhận được một đề cử tại giải Video âm nhạc của MTV năm 2017 cho Biên tập xuất sắc nhất. Để quảng bá bài hát, Lorde đã trình diễn "Green Light" trên nhiều chương trình truyền hình và lễ trao giải lớn, bao gồm Saturday Night Live, giải thưởng âm nhạc Billboard năm 2017, giải Video Âm nhạc của Much iHeartRadio năm 2017 và Lễ hội Âm nhạc Coachella Valley. Kể từ khi phát hành, nó đã xuất hiện trên nhiều tác phẩm điện ảnh và truyền hình, như New Girl, Quantico và Siesta Key.

## Danh sách bài hát
| Tải kĩ thuật số – Chromeo phối lại | Tải kĩ thuật số – Chromeo phối lại | Tải kĩ thuật số – Chromeo phối lại |
| STT                                | Nhan đề                            | Thời lượng                         |
| ---------------------------------- | ---------------------------------- | ---------------------------------- |
| 1.                                 | "Green Light" (Chromeo phối lại)   | 4:07                               |

## Xếp hạng
| Bảng xếp hạng (2017)                            | Vị trí cao nhất |
| ----------------------------------------------- | --------------- |
| Úc (ARIA)                                       | 4               |
| Áo (Ö3 Austria Top 40)                          | 19              |
| Bỉ (Ultratop 50 Flanders)                       | 19              |
| Bỉ (Ultratop 50 Wallonia)                       | 39              |
| Canada (Canadian Hot 100)                       | 9               |
| Canada CHR/Top 40 (Billboard)                   | 19              |
| Canada Hot AC (Billboard)                       | 11              |
| Canada Rock (Billboard)                         | 24              |
| Cộng hòa Séc (Rádio Top 100)                    | 29              |
| Cộng hòa Séc (Singles Digitál Top 100)          | 11              |
| Pháp (SNEP)                                     | 24              |
| Trường songid là BẮT BUỘC CHO BẢNG XẾP HẠNG ĐỨC | 33              |
| Hungary (Rádiós Top 40)                         | 36              |
| Iceland (RÚV)                                   | 1               |
| Ireland (IRMA)                                  | 17              |
| Israel (Media Forest)                           | 3               |
| Italy (FIMI)                                    | 29              |
| Latvia (Latvijas Top 40)                        | 8               |
| Lebanon (Lebanese Top 20)                       | 18              |
| Hà Lan (Dutch Top 40)                           | 31              |
| Hà Lan (Single Top 100)                         | 61              |
| New Zealand (Recorded Music NZ)                 | 1               |
| Scotland (OCC)                                  | 6               |
| Slovakia (Rádio Top 100)                        | 71              |
| Slovakia (Singles Digitál Top 100)              | 23              |
| Tây Ban Nha (PROMUSICAE)                        | 13              |
| Thụy Điển (Sverigetopplistan)                   | 58              |
| Thụy Sĩ (Schweizer Hitparade)                   | 19              |
| Anh Quốc (OCC)                                  | 20              |
| Hoa Kỳ Billboard Hot 100                        | 19              |
| Hoa Kỳ Adult Contemporary (Billboard)           | 29              |
| Hoa Kỳ Adult Pop Airplay (Billboard)            | 18              |
| Hoa Kỳ Dance Club Songs (Billboard)             | 34              |
| Hoa Kỳ Pop Airplay (Billboard)                  | 20              |
| Hoa Kỳ Alternative Songs (Billboard)            | 9               |
| Hoa Kỳ Rock Airplay (Billboard)                 | 9               |
| US Anglo (Monitor Latino)                       | 15              |

| Bảng xếp hạng (2017)                 | Vị trí |
| ------------------------------------ | ------ |
| Australia (ARIA)                     | 23     |
| Belgium (Ultratop Flanders)          | 98     |
| Canada (Canadian Hot 100)            | 96     |
| Hungary (Stream Top 40)              | 96     |
| Japan (Tokyo Hot 100)                | 45     |
| Netherlands (Dutch Top 40)           | 165    |
| New Zealand (Recorded Music NZ)      | 23     |
| UK Singles (Official Charts Company) | 88     |
| US Alternative Songs (Billboard)     | 38     |

## Chứng nhận
| Quốc gia | Chứng nhận  | Số đơn vị/doanh số chứng nhận |
| --- | ----------- | ----------------------------- |
| Úc (ARIA) | 3× Bạch kim | 210.000‡                      |
| Canada (Music Canada) | Bạch kim    | 0‡                            |
| Ý (FIMI) | Bạch kim    | 50.000‡                       |
| New Zealand (RMNZ) | 2× Bạch kim | 60.000‡                       |
| Na Uy (IFPI) | Vàng        | 20.000‡                       |
| Anh Quốc (BPI) | Vàng        | 400.000‡                      |
| Hoa Kỳ (RIAA) | Bạch kim    | 1.000.000‡                    |
| * Chứng nhận dựa theo doanh số tiêu thụ. ^ Chứng nhận dựa theo doanh số nhập hàng. ‡ Chứng nhận dựa theo doanh số tiêu thụ và phát trực tuyến. |             |                               |

## Lịch sử phát hành
| Khu vực        | Ngày               | Định dạng              | Nhãn                        | Nguồn  |
| -------------- | ------------------ | ---------------------- | --------------------------- | ------ |
| Nhiều          | 2 tháng 3 năm 2017 | Tải kĩ thuật số        | Universal Music New Zealand | [ 55 ] |
| Vương quốc Anh | 2 tháng 3 năm 2017 | Contemporary hit radio | Virgin EMI                  | [ 56 ] |
| Ý              | 2 tháng 3 năm 2017 | Contemporary hit radio | Universal                   | [ 57 ] |
| Hoa Kỳ         | 7 tháng 3 năm 2017 | Top 40 radio           | Lava Republic               | [ 58 ] |
| Hoa Kỳ         | 7 tháng 3 năm 2017 | Rhythmic radio         | Lava Republic               | [ 59 ] |